# Gibbotermes
Furculitermes es un género de termitas isópteras perteneciente a la familia Termitidae que tiene las siguientes especies:
1. Gibbotermes longiceps
2. Gibbotermes major
3. Gibbotermes mandibularis
4. Gibbotermes minor
5. Gibbotermes sakarahensis
6. Gibbotermes subinteger